# Majd al-Mulk
Majd-al-Mulk o Abu-l-Fadl Àssad ibn Muhàmmad al-Kummí al-Balasaní Majd-al-Mulk, en persa Abu'l-Fazl As'ad ibn Mohammad Qomi al-Balasani Majd-al-Molk (1048 - 7 de setembre del 1099), fou un visir seljúcida. La seva nisba derivaria de Baravestan o Balasan, un poble a la regió de Qom.
Fou primer mustawfi és a dir director de les finances, succeint a Xaraf-al-Mulk Khwarazmí, durant el sultanat de Màlik-Xah I, i sota el sultà Barkyaruq (1093-1104), als primers anys del seu regnat, va mantenir el càrrec i fou el poder a l'ombra mercès al suport de la reina mare Zubayda Khatun. El 1095 va obligar a dimitir al visir Muayyid al-Mulk ibn Nizam al-Mulk i el va substituir pel germà, Fakhr al-Mulk, menys capacitat, al que s'havia aliat a causa d'un conflicte sobre l'herència paterna. Durant dos anys va governar a través del visir. El 1097 fou nomenat visir (wazir) i va seguir exercint les funcions que de fet ja feia sense tenir el càrrec. Els caps militars, que lluitaven contra Muhàmmad ibn Malik-Xah, el germà de Barkyaruq, estaven descontents. Un general, Öner, es va revoltar a Rayy però fou derrotat i mort (1099) però altres caps turcs de l'exèrcit dirigits per Zengi, Ak Buri i els fills de Bursuk van aprofitar el moment de l'assassinat de Bursuk pels ismaïlites per presentar un ultimàtum al sultà, al que exigien a canvi del seu suport el cap del visir al que acusaven d'unes suposades simpaties xiïtes o ismaïlites (que hauria posat en relleu durant la breu lluita contra Muhàmmad ibn Màlik-Xah) i de la complicitat en l'assassinat de Bursuk. El sultà s'hi va negar segons Rāvandī, i segons Alí ibn al-Athir va acceptar a contracor i va acordar la seva destitució però va demanar la seva vida salvada. Però abans d'arribar-se a una entesa els emirs van matar a Majd al-Mulk el 7 de setembre del 1099.